# Ŋ
Ŋ – litera zmodyfikowanego alfabetu łacińskiego. Występuje w językach afrykańskich do oznaczenia dźwięku ng. Używana jest między innymi w afrykańskim języku ewe. Oznacza ona spółgłoskę nosową tylnojęzykowo-miękkopodniebienną [IPA:ŋ].